# برآورد نقطه‌ای

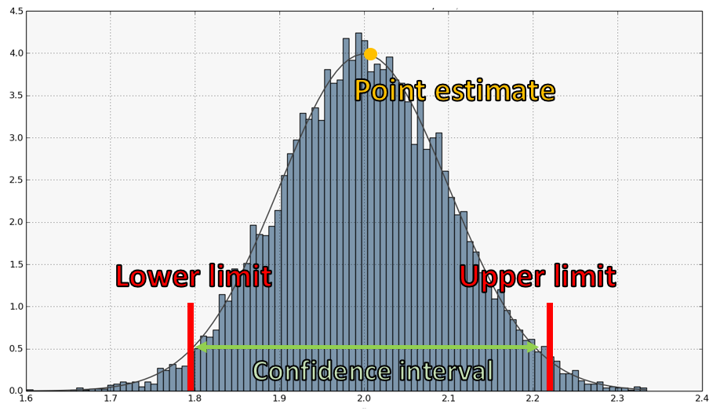
برآورد نقطه‌ای و برآورده بازه اطمینان

در آمار، برآورد نقطه‌ای (به انگلیسی: Point estimation) شامل استفاده از داده‌های نمونه برای محاسبه یک مقدار واحد است (به عنوان تخمین نقطه‌ای نیز شناخته می‌شود، زیرا نقطه‌ای را در فضای پارامتری مشخص می‌کند) که به عنوان «بهترین حدس» یا «بهترین برآورد» یک ناشناخته از پارامتر جمعیت (به عنوان مثال، میانگین جمعیت) عمل می‌کند. به بیان رسمی‌تر، استفاده از یک برآوردگر نقطه‌ای برای داده‌ها برای به دست آوردن یک برآورد نقطه‌ای است.
برآورد نقطه‌ای را می‌توان با تخمین بازه‌ای مقایسه کرد: چنین برآوردهای بازه‌ای معمولاً یا بازه اطمینان هستند، در مورد استنتاج فراوانی‌گرایانه، یا بازه معتبر دربارهٔ استنتاج بیزی. به‌طور کلی‌تر، یک برآوردگر نقطه‌ای را می‌توان در برابر یک برآوردگر مجموعه قرار داد. نمونه‌هایی با منطقه اطمینان یا مجموعه‌های معتبر آورده شده‌است. یک برآوردگر نقطه‌ای را نیز می‌توان با برآوردگر توزیع مقایسه کرد. نمونه‌هایی با توزیع اطمینان، برآوردگرهای تصادفی، و پسین‌های بیزی آورده شده‌است.